# Suksan Mungpao
Suksan Mungpao (thailändisch สุขสันต์ มุ่งเป้า; * 5. März 1997 in Khon Kaen), auch als Top bekannt, ist ein thailändischer Fußballspieler.

## Karriere
Das Fußballspielen erlernte Suksan Mungpao in der Collegemannschaft des Assumption College in Si Racha. 2015 unterschrieb er seinen ersten Vertrag bei Muangthong United. Der Club aus Pak Kret, einem nördlichen Vorort der Hauptstadt Bangkok, spielte in der ersten Liga des Landes, der Thai Premier League. Von hier aus wurde er umgehend an den Ligakonkurrenten Pattaya United aus Pattaya ausgeliehen. Die Rückserie lieh ihn der Drittligist Phrae United FC aus Phrae aus. Die Saison 2017 erfolge eine Ausleihe an den Udon Thani FC. Der Verein aus Udon Thani spielte in der dritten Liga, der Thai League 3, in der Upper-Region. Am Ende der Saison wurde man Vizemeister und man stieg in die Thai League 2 auf. Von Mitte 2018 bis Mitte 2019 lieh ihn der Zweitligist Army United aus. Nach der Hinserie wechselte er ebenfalls auf Leihbasis zum Zweitligisten Ayutthaya United FC nach Ayutthaya. Nachdem Ende 2019 sein Vertrag bei Muangthong ausgelaufen war, unterschrieb er einen Vertrag beim Erstligaabsteiger Chainat Hornbill FC aus Chainat. Für Chainat absolvierte er 42 Ligaspiele. Im Juni 2022 wechselte er in die erste Liga, wo er einen Vertrag beim Erstligaaufsteiger Sukhothai FC unterschrieb. Einmal stand er für den Klub aus Sukhothai in der ersten Liga auf dem Spielfeld. Nach der Hinrunde 2022/23 wechselte er im Dezember 2022 zum Zweitligisten Phrae United FC. Für Phrae bestritt er 13 Zweitligaspiele. Im Juli 2023 wechselte er in die dritte Liga, wo er in Phitsanulok einen Vertrag beim Phitsanulok FC unterschrieb. Mit dem Klub spielte er 17-mal in der Northern Region der Liga. Nach einer Spielzeit wechselte er im Sommer 2024 in die Cental Region. Hier schloss er sich in Lop Buri dem Lopburi City FC an. Nach einer Spielzeit, in der er zwanzig Ligaspiele bestritt, wechselte er im Juni 2025 nach Chanthaburi zum Zweitligisten Chanthaburi FC.

## Erfolge
Udon Thani FC
- Thai League 3 - Upper Region: 2017 (Vizemeister)  ▲